# Базыкин, Владимир Иванович
Влади́мир Ива́нович Базы́кин (1908—1965) — советский дипломат. Чрезвычайный и полномочный посол.

## Биография
Родился в 1908 году. Член ВКП(б)/КПСС. На дипломатической работе с 1940 года.
- В 1940—1945 годах — 2-й секретарь Полномочного представительства — Посольства СССР в США.
- В 1945—1948 годах — заместитель заведующего Отделом США НКИД-МИД СССР.
- В 1948—1951 годах — советник Посольства СССР в США.
- С 1952 года по февраль 1957 года — заместитель заведующего Отделом Американских стран МИД СССР.
- С 28 февраля 1957 года по 4 июня 1962 года — чрезвычайный и полномочный посол СССР в Мексике.
- С июня 1962 года по 1965 год — заведующий Отделом стран Латинской Америки МИД СССР.

Умер в 1965 году в Москве. Похоронен на Новодевичьем кладбище (6-й участок, 21-й ряд).

## Награды
- орден Трудового Красного Знамени (5 ноября 1945)